# 184
| 184                |
| ------------------ |
| Dødsfald - Fødsler |
|                    |

| Gregoriansk kalender | 184 CLXXXIV             |
| Ab urbe condita      | 937                     |
| Armensk kalender     | I/T                     |
| Kinesiske kalender   | 2880 – 2881 癸亥 – 甲子 |
| Etiopisk kalender    | 176 – 177               |
| Jødisk kalender      | 3944 – 3945             |
| Hindukalendere       |                         |
| - Vikram Samvat      | 239 – 240               |
| - Shaka Samvat       | 106 – 107               |
| - Kali Yuga          | 3285 – 3286             |
| Iransk kalender      | 438 BP – 437 BP         |
| Islamisk kalender    | 452 BH – 451 BH         |

Se også 184 (tal)